# 薩摩犬 (日本)

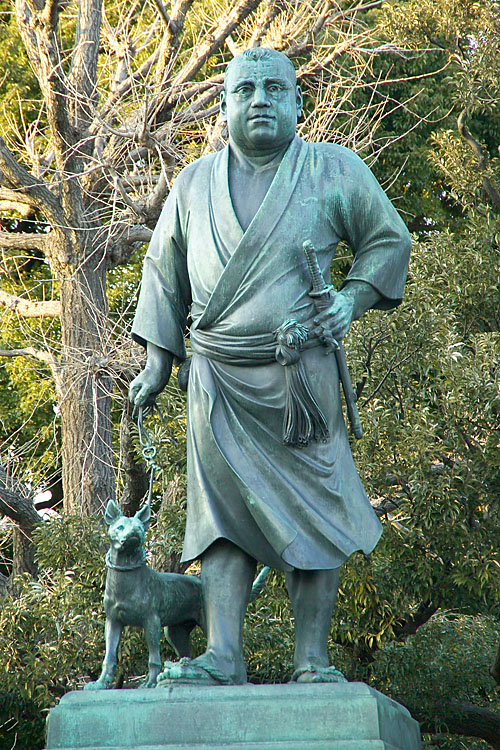
位于日本东京的上野公園的西郷隆盛牵着犬的塑像，虽然西乡隆盛的爱犬为萨摩犬，但雕塑中狗的模特并非萨摩犬。

薩摩犬是日本犬種之一，曾在长时间内作为猎犬活跃在萨摩，但也许由于其性格凶猛，该犬一度在人类生活中消失。日本维新三杰之一的西乡隆盛也喜欢这种狗，其爱犬是一条雌性萨摩犬，但日本东京的上野公園西乡隆盛雕像中的狗是以另一条公狗作为模特制作的，其形态也和萨摩犬不同。
昭和后期，萨摩犬的纯种血统在鹿儿岛县延续下来，1989年再次交配，1996年给第四代7只萨摩犬颁发了血统书。
萨摩为中型犬，立耳，眼睛黑色，站立时尾部指向左侧，黑地棕红色毛发，性格凶猛，有时也温顺。